# 마지막 영웅
《마지막 영웅》(Showdown)은 미국에서 제작된 로버트 래들러 감독의 1993년 액션 영화이다. 빌리 블랭크스 등이 주연으로 출연하였고 앨런 쉐크터 등이 제작에 참여하였다.

## 출연

### 주연
- 빌리 블랭크스
- 크리스틴 타일러
- 존 애셔
- 패트릭 킬패트릭

### 조연
- 린다 도나
- 켄 맥리드
- 마이클 카바리에리
- 세이디 로페즈
- 브라이언 제임스
- 마이크 제노브즈
- 제임스 루
- 마이클 콜린스

## 기타
- 협력프로듀서: 토드 킹
- 미술: 브라이언 F. 맥케이브
- 의상: 다라그 마모스타인
- 배역: 모린 A. 아라타